# Dual in-line memory module

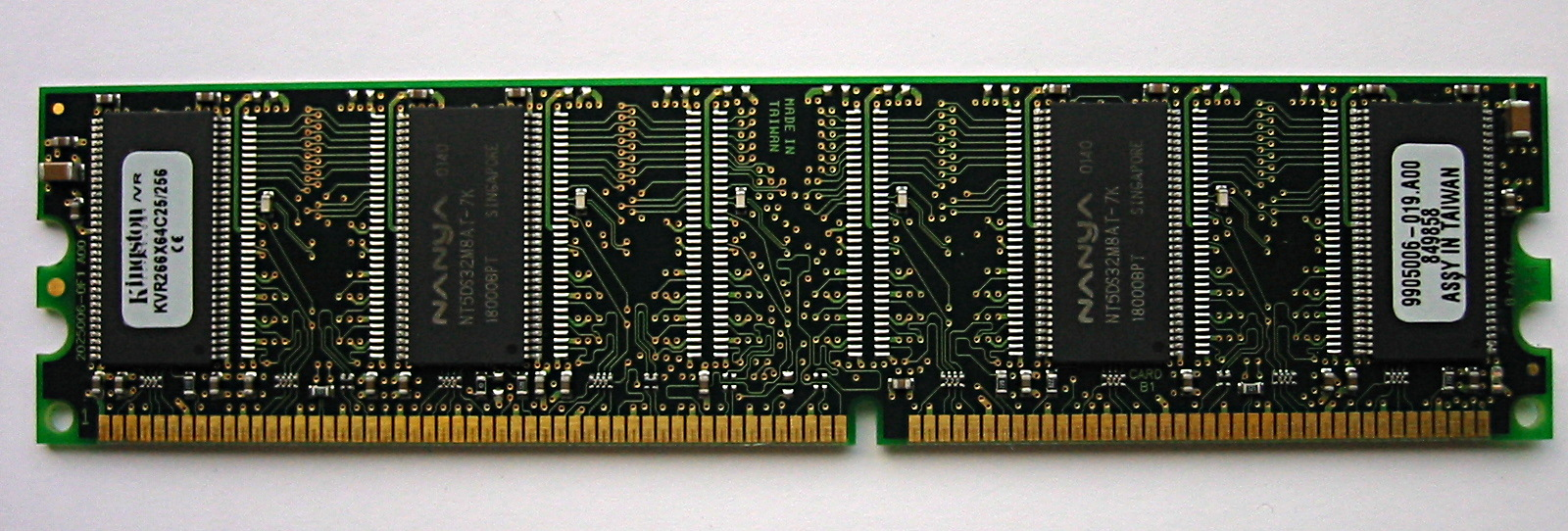
DDR SDRAM DIMM

Dual in-line memory modules, acroniem DIMM, zijn SDRAM-modules die het werkgeheugen van een personal computer vormen.
DIMM's zijn de modernere versies van het verouderende Single in-line memory module (SIMM)-systeem. Ze heten "Dual" omdat ze in tegenstelling tot SIMM's aan beide kanten van het printplaatje aansluitcontactpunten hebben. DIMM's zijn verkrijgbaar in verschillende versies, onder andere 5 volt en 3 volt, gebufferd of ongebufferd, SDR SDRAM (168 aansluitingen) of DDR SDRAM (184 aansluitingen). SDR staat voor Single data rate en DDR staat voor Double data rate en slaat op het aantal bits dat het geheugen per kloktik kan verwerken. SDRAM staat voor Synchronous dynamic RAM.
De oorspronkelijke SDR-versie werd verkocht in de varianten PC66, PC100 en PC133, waar het getal de doorvoersnelheid van de geheugenbus in MHz aangeeft. Bij de modernere DDR varianten wordt de doorvoersnelheid in (mega)bytes per seconde weergegeven; omdat de modules per keer 64 bits = 8 bytes kunnen transporteren zijn deze getallen een stuk hoger, bijvoorbeeld PC2100, PC2700 of PC3200 voor respectievelijk een bus van 266, 333 of 400 MHz.
Recente pc's gebruiken de snellere DDR2, DDR3, DDR4 en DDR5 varianten.
Een SO-DIMM (Small outline dual in-line memory module) is een kleiner alternatief voor de normale DIMM en heeft ongeveer de helft van de afmeting van een gewone DIMM. Dit type geheugen wordt voornamelijk gebruikt in apparaten waar kleine afmetingen belangrijk zijn, zoals laptops.